# Fontaine-Notre-Dame, Nord

Fontaine-Notre-Dame este o comună în departamentul Nord, Franța. În 1 ianuarie 2022 avea o populație de 1.759 de locuitori.